# Stazione di Cividate-Malegno
La stazione di Cividate-Malegno è una stazione ferroviaria della Brescia-Iseo-Edolo. Posta nel territorio comunale di Cividate Camuno, serve anche il vicino paese di Malegno.

## Storia
L'impianto aprì al servizio pubblico il 30 dicembre 1907 assieme al tronco ferroviario Pisogne-Breno.
Nelle prime settimane fu servita da tre coppie di corse Pisogne-Breno; a partire dal 1º febbraio 1908, la relazione fu unificata con quella proveniente dalla stazione di Brescia.
A metà degli anni Novanta, la rimessa locomotive della stazione ospitò la locomotiva 220.051, acquistata da Società Nazionale Ferrovie e Tramvie (SNFT) nel 1990 e che fu accantonata dalla Ferrovie Nord Milano Esercizio (FNME) a causa del suo peso assiale che ne aveva limitato l'impiego sul servizio merci Rovato Borgo-Sellero.

## Strutture e impianti
Il fabbricato viaggiatori è stato costruito secondo lo stile delle stazioni secondarie della SNFT.
Il piazzale è dotato di quattro binari in asse al fabbricato viaggiatori:
- il primo è quello di corsa della linea verso la stazione di Breno ed è lungo 305 m;
- il secondo è quello di corsa verso la stazione di Pisogne ed è lungo 237 m;
- il terzo è di raddoppio, lungo 257 m;
- il quarto è un binario di scalo, lungo 190 m, dal quale si dirama un altro binario che una volta era a servizio di una piccola rimessa locomotive, il cui edificio, al 2023, è presente, ma in disuso[5].

In direzione di Pisogne è presente uno scalo merci con magazzino, piano caricatore e un binario tronco lungo 100 m.
Solo il primo e il secondo binario sono dotati di banchine: entrambe sono lunghe 90 m.

## Movimento
La stazione è servita dai treni regionali (R) in servizio sulla relazione Brescia-Breno/Edolo, eserciti da Trenord nell'ambito del contratto di servizio stipulato con la Regione Lombardia.

## Servizi
- Biglietteria automatica
- Sala d'attesa

## Interscambi
Nel 1910, in corrispondenza della stazione, fu istituita la fermata tranviaria Cividate Ferrovia della linea extraurbana Lovere-Cividate Camuno. La tranvia fu soppressa nel 1917.